# Triodia roscida
Triodia roscida är en gräsart som beskrevs av Nancy Tyson Burbidge. Triodia roscida ingår i släktet Triodia och familjen gräs. Inga underarter finns listade i Catalogue of Life.